# Aziatisch kampioenschap voetbal onder 17 - 2004
Het Aziatisch kampioenschap voetbal onder 17 van 2004 was de 11e editie van het Aziatisch kampioenschap voetbal onder 17, een AFC-toernooi voor nationale ploegen van spelers onder de 17 jaar. Er namen 16 landen deel aan dit toernooi dat van 4 september tot en met 18 september in Japan werd gespeeld. China werd winnaar van het toernooi. In de finale werd Noord-Korea met 1–0 verslagen. Qatar werd derde.
Dit toernooi dient tevens als kwalificatietoernooi voor het wereldkampioenschap voetbal onder 17 van 2005, dat van 16 september tot en met 2 oktober in Peru wordt gespeeld. De vier beste landen van dit toernooi plaatsen zich, dat zijn China, Noord-Korea en Qatar.

## Gekwalificeerde landen
| Team        | Kwalificatie     | Aantal deelnames |
| ----------- | ---------------- | ---------------- |
| Japan       | gastland         | 8e               |
| Koeweit     | winnaar groep 1  | 2e               |
| Oman        | winnaar groep 2  | 5e               |
| Irak        | winnaar groep 3  | 5e               |
| Qatar       | winnaar groep 4  | 9e               |
| Iran        | winnaar groep 5  | 4e               |
| India       | winnaar groep 6  | 4e               |
| Oezbekistan | winnaar groep 7  | 4e               |
| Bangladesh  | winnaar groep 8  | 5e               |
| Thailand    | winnaar groep 9  | 7e               |
| Laos        | winnaar groep 10 | 1e               |
| Vietnam     | winnaar groep 11 | 3e               |
| Maleisië    | winnaar groep 12 | 1e               |
| Zuid-Korea  | winnaar groep 13 | 8e               |
| Noord-Korea | winnaar groep 14 | 5e               |
| China       | winnaar groep 15 | 9e               |

## Stadions
| Fujieda                            | Shizuoka                                       | Shizuoka                                         | · Fujieda Shizuoka Fukushima Koriyama |
| ---------------------------------- | ---------------------------------------------- | ------------------------------------------------ | ------------------------------------- |
| Fujiedastadion Capaciteit: 13.000  | Kusanagistadion Capaciteit: 28.000             | Outsourcing Nihondairastadion Capaciteit: 20.339 | · Fujieda Shizuoka Fukushima Koriyama |
|                                    |                                                |                                                  | · Fujieda Shizuoka Fukushima Koriyama |
| Fukushima                          | Koriyama                                       | Koriyama                                         | · Fujieda Shizuoka Fukushima Koriyama |
| J-Villagestadion Capaciteit: 5.000 | Koriyama West Voetbalstadion Capaciteit: 3.722 | Koriyama West Voetbalstadion Capaciteit: 3.722   | · Fujieda Shizuoka Fukushima Koriyama |
|                                    |                                                |                                                  | · Fujieda Shizuoka Fukushima Koriyama |

## Groepsfase

### Groep A
| Pos. | Land        | GW | W | G | V | DV | DT | +/− | Ptn. |
| ---- | ----------- | -- | - | - | - | -- | -- | --- | ---- |
| 1    | China       | 3  | 2 | 0 | 1 | 5  | 5  | 0   | 6    |
| 2    | Noord-Korea | 3  | 1 | 1 | 1 | 5  | 3  | +2  | 4    |
| 3    | Japan       | 3  | 1 | 1 | 1 | 4  | 3  | +1  | 4    |
| 4    | Thailand    | 3  | 1 | 0 | 2 | 4  | 7  | –3  | 3    |

|                        |                            |     |             |                                                                                    |
| 4 september 2004 16:30 | China                      | 2–1 | Thailand    | Fujiedastadion, Fujieda Toeschouwers: 767 Scheidsrechter: Sabah Kasim Khalaf (IRQ) |
| 4 september 2004 16:30 | Wang Xinbo 22' Yang Xu 87' |     | Sakarin 83' | Fujiedastadion, Fujieda Toeschouwers: 767 Scheidsrechter: Sabah Kasim Khalaf (IRQ) |

|                        |       |     |             |                                                                                    |
| 4 september 2004 19:00 | Japan | 0–0 | Noord-Korea | Fujiedastadion, Fujieda Toeschouwers: 2.196 Scheidsrechter: Mohammad Mansour (LIB) |
| 4 september 2004 19:00 |       |     |             | Fujiedastadion, Fujieda Toeschouwers: 2.196 Scheidsrechter: Mohammad Mansour (LIB) |

|                        |                  |     |                             |                                                                                 |
| 6 september 2004 16:30 | Noord-Korea      | 1–2 | China                       | Kusanagistadion, Shizuoka Toeschouwers: 472 Scheidsrechter: Salem Mujghef (JOR) |
| 6 september 2004 16:30 | Pak Chol-min 42' |     | Yang Jian 32' Gu Jinjin 61' | Kusanagistadion, Shizuoka Toeschouwers: 472 Scheidsrechter: Salem Mujghef (JOR) |

|                        |                                   |     |            |                                                                                        |
| 6 september 2004 19:00 | Thailand                          | 2–1 | Japan      | Kusanagistadion, Shizuoka Toeschouwers: 1.300 Scheidsrechter: Vladislav Tseytlin (UZB) |
| 6 september 2004 19:00 | Sakarin 45+1' (pen.) Chokchai 57' |     | Dogaki 27' | Kusanagistadion, Shizuoka Toeschouwers: 1.300 Scheidsrechter: Vladislav Tseytlin (UZB) |

|                        |             |     |                                               |                                                                                            |
| 8 september 2004 19:00 | China       | 1–3 | Japan                                         | Fujiedastadion, Fujieda Toeschouwers: 1.087 Scheidsrechter: Abdul Malik Abdul Bashir (SIN) |
| 8 september 2004 19:00 | Yang Xu 12' |     | Aoyama 28' Kurata 47' Cun Nanari 90+1' (e.d.) | Fujiedastadion, Fujieda Toeschouwers: 1.087 Scheidsrechter: Abdul Malik Abdul Bashir (SIN) |

|                        |             |     |                                                                      |                                                                                                  |
| 8 september 2004 19:00 | Thailand    | 1–4 | Noord-Korea                                                          | Outsourcing Nihondairastadion, Shizuoka Toeschouwers: 637 Scheidsrechter: Mohammad Mansour (LIB) |
| 8 september 2004 19:00 | Sakarin 74' |     | Myong In-ho 53' Jon Kwang-ik 65' Choe Myong-ho 68' Ri Chol-myong 75' | Outsourcing Nihondairastadion, Shizuoka Toeschouwers: 637 Scheidsrechter: Mohammad Mansour (LIB) |

### Groep B
| Pos. | Land       | GW | W | G | V | DV | DT | +/− | Ptn. |
| ---- | ---------- | -- | - | - | - | -- | -- | --- | ---- |
| 1    | Zuid-Korea | 3  | 3 | 0 | 0 | 12 | 0  | +12 | 9    |
| 2    | Oman       | 3  | 2 | 0 | 1 | 4  | 4  | 0   | 6    |
| 3    | Laos       | 3  | 1 | 0 | 2 | 2  | 11 | –9  | 3    |
| 4    | Vietnam    | 3  | 0 | 0 | 3 | 2  | 5  | –3  | 0    |

|                        |                                           |     |      |                                                                                           |
| 4 september 2004 16:30 | Zuid-Korea                                | 3–0 | Oman | J-Villagestadion, Fukushima Toeschouwers: 400 Scheidsrechter: Ramachandran Krishnan (MAS) |
| 4 september 2004 16:30 | Choi Kyung-bok 3' Lee Chung-yong 48', 77' |     |      | J-Villagestadion, Fukushima Toeschouwers: 400 Scheidsrechter: Ramachandran Krishnan (MAS) |

|                        |          |     |                |                                                                                        |
| 4 september 2004 19:00 | Vietnam  | 1–2 | Laos           | J-Villagestadion, Fukushima Toeschouwers: 350 Scheidsrechter: Mohamed Al-Zarouni (UAE) |
| 4 september 2004 19:00 | Hiệp 46' |     | Singto 4', 13' | J-Villagestadion, Fukushima Toeschouwers: 350 Scheidsrechter: Mohamed Al-Zarouni (UAE) |

|                        |                                                  |     |                 |                                                                                  |
| 6 september 2004 16:30 | Oman                                             | 2–1 | Vietnam         | J-Villagestadion, Fukushima Toeschouwers: 91 Scheidsrechter: Mansour Sadeq (KUW) |
| 6 september 2004 16:30 | F. Al-Balushi 78' (pen.) Al-Yaqoubi 90+2' (pen.) |     | Tình 47' (pen.) | J-Villagestadion, Fukushima Toeschouwers: 91 Scheidsrechter: Mansour Sadeq (KUW) |

|                        |      | |            |                                                                                  |
| 6 september 2004 19:00 | Laos | 0–8 | Zuid-Korea | J-Villagestadion, Fukushima Toeschouwers: 274 Scheidsrechter: Praveer Bose (IND) |
| 6 september 2004 19:00 |      | Lee Chung-yong 31' Koh Myong-jin 57', 65' Lim Se-hean 62' Park Jung-hoon 75', 78' Lim Sung-Teak 85', 88' |            | J-Villagestadion, Fukushima Toeschouwers: 274 Scheidsrechter: Praveer Bose (IND) |

|                        |                   |     |         |                                                                                           |
| 8 september 2004 15:00 | Zuid-Korea        | 1–0 | Vietnam | J-Villagestadion, Fukushima Toeschouwers: 158 Scheidsrechter: Ramachandran Krishnan (MAS) |
| 8 september 2004 15:00 | Koh Myong-jin 71' |     |         | J-Villagestadion, Fukushima Toeschouwers: 158 Scheidsrechter: Ramachandran Krishnan (MAS) |

|                        |                               |     |      |                                                                                                  |
| 8 september 2004 15:00 | Oman                          | 2–0 | Laos | Koriyama West Voetbalstadion, Koriyama Toeschouwers: 450 Scheidsrechter: Khader Haj Khader (SYR) |
| 8 september 2004 15:00 | Abdulwahed 49' Al-Yaqoubi 87' |     |      | Koriyama West Voetbalstadion, Koriyama Toeschouwers: 450 Scheidsrechter: Khader Haj Khader (SYR) |

### Groep C
| Pos. | Land     | GW | W | G | V | DV | DT | +/− | Ptn. |
| ---- | -------- | -- | - | - | - | -- | -- | --- | ---- |
| 1    | Iran     | 3  | 3 | 0 | 0 | 9  | 1  | +8  | 9    |
| 2    | Koeweit  | 3  | 1 | 1 | 1 | 3  | 4  | –1  | 4    |
| 3    | India    | 3  | 1 | 0 | 2 | 3  | 4  | –1  | 3    |
| 4    | Maleisië | 3  | 0 | 1 | 2 | 1  | 7  | –6  | 1    |

|                        |       |           |      |                                                                                          |
| 5 september 2004 16:30 | India | 0–1       | Iran | Fujiedastadion, Fujieda Toeschouwers: 123 Scheidsrechter: Abdul Malik Abdul Bashir (SIN) |
| 5 september 2004 16:30 |       | Amiri 76' |      | Fujiedastadion, Fujieda Toeschouwers: 123 Scheidsrechter: Abdul Malik Abdul Bashir (SIN) |

|                        |          |     |         |                                                                         |
| 5 september 2004 19:00 | Maleisië | 0–0 | Koeweit | Fujiedastadion, Fujieda Toeschouwers: 106 Scheidsrechter: Tan Hai (CHN) |
| 5 september 2004 19:00 |          |     |         | Fujiedastadion, Fujieda Toeschouwers: 106 Scheidsrechter: Tan Hai (CHN) |

|                        |                                             |     |          |                                                                                                  |
| 7 september 2004 16:30 | Iran                                        | 5–0 | Maleisië | Outsourcing Nihondairastadion, Shizuoka Toeschouwers: 50 Scheidsrechter: Ram Krishna Ghosh (BAN) |
| 7 september 2004 16:30 | Fatahi 5' Yampi 11', 87', 88' Assakereh 67' |     |          | Outsourcing Nihondairastadion, Shizuoka Toeschouwers: 50 Scheidsrechter: Ram Krishna Ghosh (BAN) |

|                        |                            |     |          |                                                                                             |
| 7 september 2004 19:00 | Koeweit                    | 2–1 | India    | Outsourcing Nihondairastadion, Shizuoka Toeschouwers: 159 Scheidsrechter: Yu Yong-mok (PRK) |
| 7 september 2004 19:00 | Al Jaser 58' Al-Fadhel 88' |     | Hmar 66' | Outsourcing Nihondairastadion, Shizuoka Toeschouwers: 159 Scheidsrechter: Yu Yong-mok (PRK) |

|                        |                         |     |           |                                                                              |
| 9 september 2004 19:00 | India                   | 2–1 | Maleisië  | Fujiedastadion, Fujieda Toeschouwers: 35 Scheidsrechter: Salem Mujghef (JOR) |
| 9 september 2004 19:00 | Pohshna 25' Pradhan 52' |     | Nizam 41' | Fujiedastadion, Fujieda Toeschouwers: 35 Scheidsrechter: Salem Mujghef (JOR) |

|                        |                                     |     |             |                                                                                         |
| 9 september 2004 19:00 | Iran                                | 3–1 | Koeweit     | Outsourcing Nihondairastadion, Shizuoka Toeschouwers: 130 Scheidsrechter: Tan Hai (CHN) |
| 9 september 2004 19:00 | Faradonbeh 14' Yampi 19' Fatahi 75' |     | Al Buti 24' | Outsourcing Nihondairastadion, Shizuoka Toeschouwers: 130 Scheidsrechter: Tan Hai (CHN) |

### Groep D
| Pos. | Land        | GW | W | G | V | DV | DT | +/− | Ptn. |
| ---- | ----------- | -- | - | - | - | -- | -- | --- | ---- |
| 1    | Qatar       | 3  | 2 | 1 | 0 | 9  | 3  | +6  | 7    |
| 2    | Irak        | 3  | 2 | 0 | 1 | 7  | 3  | +4  | 6    |
| 3    | Oezbekistan | 3  | 0 | 2 | 1 | 4  | 7  | –3  | 2    |
| 4    | Bangladesh  | 3  | 0 | 1 | 2 | 3  | 10 | –7  | 1    |

|                        |             |     |                |                                                                                           |
| 5 september 2004 16:30 | Oezbekistan | 1–1 | Bangladesh     | J-Villagestadion, Fukushima Toeschouwers: 180 Scheidsrechter: Ramachandran Krishnan (MAS) |
| 5 september 2004 16:30 | Berdiev 11' |     | Z. Hossain 50' | J-Villagestadion, Fukushima Toeschouwers: 180 Scheidsrechter: Ramachandran Krishnan (MAS) |

|                        |                |     |      |                                                                                      |
| 5 september 2004 19:00 | Qatar          | 1–0 | Irak | J-Villagestadion, Fukushima Toeschouwers: 190 Scheidsrechter: Yuichi Nishimura (JPN) |
| 5 september 2004 19:00 | Al Yazeedi 19' |     |      | J-Villagestadion, Fukushima Toeschouwers: 190 Scheidsrechter: Yuichi Nishimura (JPN) |

|                        |            |     |                                                         |                                                                                       |
| 7 september 2004 16:30 | Bangladesh | 1–6 | Qatar                                                   | J-Villagestadion, Fukushima Toeschouwers: 168 Scheidsrechter: Khader Haj Khader (SYR) |
| 7 september 2004 16:30 | Mia 9'     |     | Afif 56', 75' Al-Qutaiti 59' Ibrahim 71' Ahmed 81', 90' | J-Villagestadion, Fukushima Toeschouwers: 168 Scheidsrechter: Khader Haj Khader (SYR) |

|                        |                                           |     |             |                                                                                       |
| 7 september 2004 19:00 | Irak                                      | 4–1 | Oezbekistan | J-Villagestadion, Fukushima Toeschouwers: 192 Scheidsrechter: Jaafar Al-Khabbaz (BHR) |
| 7 september 2004 19:00 | Mahsan 7' Jabbar 67' Hamed 77' Muhsin 90' |     | Turaev 16'  | J-Villagestadion, Fukushima Toeschouwers: 192 Scheidsrechter: Jaafar Al-Khabbaz (BHR) |

|                        |                          |     |                      |                                                                                      |
| 9 september 2004 15:00 | Oezbekistan              | 2–2 | Qatar                | J-Villagestadion, Fukushima Toeschouwers: 200 Scheidsrechter: Yuichi Nishimura (JPN) |
| 9 september 2004 15:00 | Turaev 68' Berdiev 90+3' |     | Ahmed 21' Fareed 55' | J-Villagestadion, Fukushima Toeschouwers: 200 Scheidsrechter: Yuichi Nishimura (JPN) |

|                        |               |     |                                  |                                                                                                  |
| 9 september 2004 15:00 | Bangladesh    | 1–3 | Irak                             | Koriyama West Voetbalstadion, Koriyama Toeschouwers: 392 Scheidsrechter: Jaafar Al-Khabbaz (BHR) |
| 9 september 2004 15:00 | Chowdhury 46' |     | Mahmood 19' Muhsin 65' Hamed 84' | Koriyama West Voetbalstadion, Koriyama Toeschouwers: 392 Scheidsrechter: Jaafar Al-Khabbaz (BHR) |

## Knock-outfase
|  | kwartfinale  | kwartfinale  |                         |       | halve finale | halve finale |   |  | finale | finale |
|  |              |              |                         |       |              |              |   |  |        |        |
|  | 12 september |              |                         |       |              |              |   |  |        |        |
|  |              |              |                         |       |              |              |   |  |        |        |
|  | China        | 1            |                         |       |              |              |   |  |        |        |
|  | China        | 1            | 15 september            |       |              |              |   |  |        |        |
|  | Oman         | 0            |                         |       |              |              |   |  |        |        |
|  | Oman         | 0            | China                   | 3     |              |              |   |  |        |        |
|  | 12 september |              | China                   | 3     |              |              |   |  |        |        |
|  |              | Iran         | 0                       |       |              |              |   |  |        |        |
|  | Irak         | Iran         | 0                       | 0     |              |              |   |  |        |        |
|  | Irak         |              | 18 september – Shizuoka | 0     |              |              |   |  |        |        |
|  | Iran         | 3            |                         |       |              |              |   |  |        |        |
|  | Iran         | 3            | China                   | 1     |              |              |   |  |        |        |
|  | 12 september |              | China                   | 1     |              |              |   |  |        |        |
|  |              | Noord-Korea  | 0                       |       |              |              |   |  |        |        |
|  | Qatar        | Noord-Korea  | 0                       | 4     |              |              |   |  |        |        |
|  | Qatar        | 15 september |                         | 4     |              |              |   |  |        |        |
|  | Koeweit      | 3            |                         |       |              |              |   |  |        |        |
|  | Koeweit      | 3            | Qatar                   | 0 (6) | derde plaats | derde plaats |   |  |        |        |
|  | 12 september |              | Qatar                   | 0 (6) | derde plaats | derde plaats |   |  |        |        |
|  |              | Noord-Korea  | 0 (7)                   |       | 18 september | 18 september |   |  |        |        |
|  | Zuid-Korea   | Noord-Korea  | 0 (7)                   | 0     | 18 september | 18 september |   |  |        |        |
|  | Zuid-Korea   |              |                         |       |              | Qatar        | 2 |  |        |        |
|  | Noord-Korea  | 1            |                         |       |              | Qatar        | 2 |  |        |        |
|  | Noord-Korea  | 1            | Iran                    | 1     |              |              |   |  |        |        |
|  |              |              | Iran                    | 1     |              |              |   |  |        |        |

### Kwartfinale
|                   |               |     |      |  |
| 12 september 2004 | China         | 1–0 | Oman |  |
| 12 september 2004 | Zhu Yifan 47' |     |      |  |

|                   |                                                |     |      |  |
| 12 september 2004 | Iran                                           | 3–0 | Irak |  |
| 12 september 2004 | Amir Hossein Eipakchi 8' Shahab Yanpi 60', 68' |     |      |  |

|                   |            |                  |             |  |
| 12 september 2004 | Zuid-Korea | 0–1              | Noord-Korea |  |
| 12 september 2004 |            | Pak Chul-min 37' |             |  |

|                   |                                                                   |     |                                                                   |  |
| 12 september 2004 | Qatar                                                             | 4–3 | Koeweit                                                           |  |
| 12 september 2004 | Yusef Ahmed Ali 5', 38' Khalfan Ibrahim 8' Mohammed Abdulraab 69' |     | Abdulaziz Al Enezi 49' Bader Al Banna 56' Abdul Razaq Al Buti 64' |  |

### Halve finale
|                   |                                |     |      |  |
| 15 september 2004 | China                          | 3–0 | Iran |  |
| 15 september 2004 | Yang Xu 14' Huang Jie 39', 73' |     |      |  |

|                   |               |     |       |  |
| 15 september 2004 | Noord-Korea   | 0–0 | Qatar |  |
| 15 september 2004 |               |     |       |  |
| 15 september 2004 | Strafschoppen |     |       |  |
| 15 september 2004 | 7-6           |     |       |  |

### Troostfinale
|                   |               |     |                    |  |
| 18 september 2004 | Iran          | 1–2 | Qatar              |  |
| 18 september 2004 | Ali Amiri 38' |     | Ali Yusef 15', 47' |  |

### Finale
|                   |                  |     |             |                          |
| 18 september 2004 | China            | 1–0 | Noord-Korea | Fujiedastadion, Shizuoka |
| 18 september 2004 | Wang Weilong 85' |     |             | Fujiedastadion, Shizuoka |